# Hiouchi (Californie)
Hiouchi est une census-designated place du comté de Del Norte, dans l'État de Californie, aux États-Unis,. En 2020, elle compte une population de 314 habitants.